# Nikola Stojić
Nikola Stojić –en serbio, Никола Стојић– (Belgrado, Yugoslavia, 15 de diciembre de 1974) es un deportista serbio que compitió en remo.
Ganó cuatro medallas en el Campeonato Mundial de Remo entre los años 1998 y 2007, y siete medallas en el Campeonato Europeo de Remo entre los años 2007 y 2013.
Participó en cuatro Juegos Olímpicos de Verano, ocupando el quinto lugar en Sídney 2000, el quinto en Atenas 2004, el séptimo en Pekín 2008 y el decimosegundo en Londres 2012, en la prueba de dos sin timonel.

## Palmarés internacional
| Campeonato Mundial | Campeonato Mundial          | Campeonato Mundial | Campeonato Mundial |
| Año                | Lugar                       | Medalla            | Prueba             |
| ------------------ | --------------------------- | ------------------ | ------------------ |
| 1998               | Colonia (Alemania)          | Medalla de bronce  | Dos sin timonel    |
| 2001               | Lucerna (Suiza)             | Medalla de plata   | Dos sin timonel    |
| 2006               | Eton (Reino Unido)          | Medalla de oro     | Dos con timonel    |
| 2007               | Múnich (Alemania)           | Medalla de plata   | Cuatro con timonel |
| Campeonato Europeo |                             |                    |                    |
| Año                | Lugar                       | Medalla            | Prueba             |
| 2007               | Poznań (Polonia)            | Medalla de oro     | Dos sin timonel    |
| 2008               | Maratón (Grecia)            | Medalla de plata   | Dos sin timonel    |
| 2009               | Brest (Bielorrusia)         | Medalla de plata   | Dos sin timonel    |
| 2010               | Montemor-o-Velho (Portugal) | Medalla de bronce  | Dos sin timonel    |
| 2011               | Plovdiv (Bulgaria)          | Medalla de bronce  | Dos sin timonel    |
| 2012               | Varese (Italia)             | Medalla de bronce  | Dos sin timonel    |
| 2013               | Sevilla (España)            | Medalla de oro     | Dos sin timonel    |